# Copa América 2000 (regata)
La Copa América 2000 fue la edición número 30 de la Copa América de Vela, y se disputó en Auckland (Nueva Zelanda). El vencedor de la misma fue el yate Team New Zealand, del equipo Team New Zealand, diseñado por Tom Schnackenberg, construido por Cookson Boatbuilders, y patroneado por Russell Coutts, representando al Real Escuadrón de Yates de Nueva Zelanda, que derrotó al Luna Rossa del equipo Prada Challenge, patroneado por Francesco de Angelis, representando al Club de Yates Punta Ala, por 5 a 0.
El Real Escuadrón de Yates de Nueva Zelanda hizo historia al convertirse en el primer club no estadounidense en defender con éxito la Copa. Además, también por primera vez en la historia, no hubo barco estadounidense en la regata. El desafiante fue un barco italiano, del Club de Yates Punta Ala, con un magnífico Francesco de Angelis al timón, que venció en las Challenger Selection Series (Copa Louis Vuitton) a 10 equipos de España, Japón, Francia, Australia, Suiza y Estados Unidos.

## Defender Selection Series
No hubo Defender Selection Series, ya que Team New Zealand fue el único equipo que contempló el Real Escuadrón de Yates de Nueva Zelanda como representante.
| Equipo                      | Club                             | Nación        | Yates           |
| --------------------------- | -------------------------------- | ------------- | --------------- |
| Team New Zealand (defensor) | Royal New Zealand Yacht Squadron | Nueva Zelanda | NZL 57 y NZL 60 |

## Challenger Selection Series

### Participantes
| Equipo                              | Club                                                     | Nación         | Yates                                              |
| ----------------------------------- | -------------------------------------------------------- | -------------- | -------------------------------------------------- |
| Fast 2000                           | Club Nautique de Morges                                  | Suiza          | Be hAPpy (SUI 59)                                  |
| Le Défi Bouygues Telecom-Transiciel | Union Nationale pour la Course au Large                  | Francia        | 6e Sens (FRA 46)                                   |
| Spanish Challenge                   | Monte Real Club de Yates y Real Club Náutico de Valencia | España         | Bravo España (ESP 47), Bravo España (ESP 56)       |
| Prada Challenge                     | Yacht Club Punta Ala                                     | Italia         | Luna Rossa (ITA 45), Luna Rossa (ITA 48)           |
| Young Australia 2000                | Cruising Yacht Club of Australia                         | Australia      | Young Australia (AUS 29), Young Australia (AUS 31) |
| Nippon Challenge                    | Nippon Yacht Club                                        | Japón          | Asura (JPN 44), Idaten (JPN 52)                    |
| AmericaOne                          | Club de Yates St. Francis                                | Estados Unidos | AmericaOne (USA 49), AmericaOne (USA 61)           |
| América True                        | Club de Yates de San Francisco                           | Estados Unidos | América True (USA 51)                              |
| Young America                       | Club de Yates de Nueva York                              | Estados Unidos | Young America (USA 53), Young America (USA 58)     |
| Aloha Racing                        | Waikiki Yacht Club                                       | Estados Unidos | Abracadabra (USA 50), Abracadabra (USA 54)         |
| Team dennis Conner                  | Cortez Racing Association                                | Estados Unidos | Stars & Stripes (USA 55)                           |

### Final de la Copa Louis Vuitton
Tras una primera fase de 3 round robin series (enfrentamientos entre todos los equipos), se clasificaron 6 equipos para semifinales, que disputaron otros dos round robin series (10 regatas cada equipo). Los dos mejores pasaron a la final, al mejor de 9 regatas. El Luna Rossa italiano venció en una disputadísima final a los estadounidenses del AmericaOne, por lo que, por primera vez en la historia, se celebró una Copa América sin estadounidenses.
| Vencedor          | Perdedor          | Marcador | Delta |
| ----------------- | ----------------- | -------- | ----- |
| ITA 45 Luna Rossa | USA 61 AmericaOne | 1-0      | 0:25  |
| USA 61 AmericaOne | ITA 45 Luna Rossa | 1-1      | 1:33  |
| ITA 45 Luna Rossa | USA 61 AmericaOne | 2-1      | DNF   |
| ITA 45 Luna Rossa | USA 61 AmericaOne | 3-1      | DNF   |
| USA 61 AmericaOne | ITA 45 Luna Rossa | 3-2      | 0:34  |
| USA 61 AmericaOne | ITA 45 Luna Rossa | 3-3      | 0:09  |
| USA 61 AmericaOne | ITA 45 Luna Rossa | 3-4      | 1:06  |
| ITA 45 Luna Rossa | USA 61 AmericaOne | 4-4      | 0:37  |
| ITA 45 Luna Rossa | USA 61 AmericaOne | 5-4      | 0:49  |

## Copa América
| Fecha                 | Vencedor                | Perdedor          | Marcador | Delta |
| --------------------- | ----------------------- | ----------------- | -------- | ----- |
| 20 de febrero de 2000 | NZL 60 Team New Zealand | ITA 45 Luna Rossa | 1-0      | 1:07  |
| 22 de febrero de 2000 | NZL 60 Team New Zealand | ITA 45 Luna Rossa | 2-0      | 2:43  |
| 26 de febrero de 2000 | NZL 60 Team New Zealand | ITA 45 Luna Rossa | 3-0      | 1:39  |
| 1 de marzo de 2000    | NZL 60 Team New Zealand | ITA 45 Luna Rossa | 4-0      | 1:49  |
| 2 de marzo de 2000    | NZL 60 Team New Zealand | ITA 45 Luna Rossa | 5-0      | 0:48  |